# ملخ ایتالیایی
ملخ ایتالیایی (نام علمی: Calliptamus italicus) گونه‌ای ملخ شاخ کوتاه است. این گونه مجموعاً ۱۰ زیرگونه دارد. ملخ ایتالیایی در ماه اوت تخم می‌گذارد و عمرش یک سال است.
ملخ ایتالیایی که در ایران به نام ملخ بومی نیز مشهور است، در تمام کشورهای مدیترانه‌ای و همچنین اروپای مرکزی یافت می‌شود. در سال‌هایی که جمعیت این ملخ طغیان داشته باشد تمام پوشش گیاهی و سرسبزی اطراف خود را مورد تغذیه قرار می‌دهد و اگر گیاهان مورد جمله جوان باشد کاملاً آن‌ها را از بین می‌برد.
طول حشره نر ۱۶–۲۵ میلی‌متر و حشره ماده ۲۰–۳۶ میلی‌متر است. رنگ آن متغیر و از زرد تا قهوه‌ای متمایل به خاکستری یا قهوه‌ای سیاه تغییر می‌کند. رنگ این ملخ گاهی یکنواخت است و غالباً لکه‌های کوچک خاکستری یا قهوه‌ای روی آن وجود دارد. سطح پشت سینه اول هموار و دارای سه خط برجسته طولی می‌باشد که یکی از آن‌ها در وسط و دو تای دیگر در طرفین قرار دارد فاصله این دو خط در عقب سینه کمی بیشتر از بالای سینه است. گاهی در طول دو طرف جانبی یک نوار روشن وجود دارد، که غالباً در طول بال‌های رویی نیز ادامه پیدا می‌کند. در جهت عرض سینه اول سه شیار باریک دیده می‌شود که سه خط طولی را قطع می‌کند. در سینه اول بین پاهای پیشین یک برآمدگی کوچک شبیه به غده به‌طور وضوح نمایان است. بالهایی زیری شفاف و در قسمت قاعده پشت گلی است. ران عقبی بسیار قوی و ضخیم است و در سطح داخلی آن که قرمز رنگ است سه لکه تیره وجود دارد. ساق پاهای عقبی برنگ پشت گلی مایل به قرمز است.
تخم‌های این ملخ به‌طور ۶ میلی‌متر و شکل آن‌ها استوانه‌ای کشیده و تا حدودی نیز خمیده است کپسول تخم ۳۵ میلی‌متر طول و ۶ میلی‌متر عرض دارد. کپسول نیز استوانه‌ای خمیده می‌باشد. پوسته کپسول سخت و هر یک محتوی ۲۵–۳۰ عدد تخم می‌باشد. پوره جوان ۶ میلی‌متر طول داشته و رنگ آن قهوه‌ای متمایل به خاکستری یا سیاه است شکم آن در قسمت داخلی زرد است و سه نوار طولی روی سینه اول دارد. پوره سن پنجم ۱۳–۳۰ میلی‌متر طول دارد و از نظر رنگ مانند حشره کامل است.

## پراکنش
ملخ ایتالیایی تقریباً در تمام مناطقی که ملخ مراکشی وجود دارد، شایع است با آنکه این ملخ در بعضی از کشورهای اروپایی و آفریقایی شیوع دارد، ولی خسارت آن بیشتر در آفریقای شمالی، ایتالیا، مجارستان، شوروی و ایران می‌باشد. ملخ ایتالیایی در ایران در نواحی جنوبی و غربی کشور مخصوصاً در همدان، کرمانشاه، ملایر، نهاوند، فارس، اطراف تهران، گیلان، مازندران، آذربایجان، خراسان و خوزستان انتشار دارد. از نظر اکولوژی، ملخ ایتالیائی زمین‌های خشک را که دارای علف بسیار نباشد، بر جاهای دیگر ترجیح می‌دهند و به‌طور محسوس به علف‌های جنس درمنه علاقمند است، زیرا این علف‌ها خوراک پوره‌های آن می‌باشد.
گیاهان جنس مریم‌گلی که اغلب در کنار جاده‌ها، کشتزارها و پیرامون روستاها فراوان است، برای تغذیه این ملخ مناسب است و در این محل‌ها نشو و نمای ملخ ایتالیایی بخوبی انجام می‌شود. همچنین مراتع و علفزارهای طبیعی نیز که بواسطه کمی آب و چرای بسیار نیمه خشک می‌شود برای نشو و نمای این ملخ مساعد است.

## طرز خسارت
ملخ ایتالیایی در استان‌های گیلان و مازندران و اطراف تهران، یکی از آفات مهم گیاهان صیفی، غلات، علوفه و پنبه می‌باشد و صدمات فراوان وارد می‌سازد. در بعضی از استان‌های دیگر مانند سیستان و بلوچستان و کرمان با وجود آفت، ولی خسارت زیادی ببار نمی‌آورد.
زیست‌شناسی
حشرات کامل ملخ ایتالیایی در تابستان ظاهر می‌گردند و ماده‌ها حدود ۱۰–۱۴ روز پس از آخرین پورگی شروع به تخمریزی می‌نمایند که مدت دو ماه نیز طول می‌کشد. در این مدت حشره ماده ممکن است ۴–۶ عدد کپسول تخم بگذارد. تخم‌ها تمام مدت پاییز و زمستان را به صورت دیاپوز بسر می‌برند و تا بهار سال بعد تفریخ نمی‌شوند.